# Simplastrea vesicularis
Simplastrea vesicularis är en korallart som beskrevs av Umbgrove 1940. Simplastrea vesicularis ingår i släktet Simplastrea och familjen Oculinidae. IUCN kategoriserar arten globalt som otillräckligt studerad.
Artens utbredningsområde är Indiska oceanen. Inga underarter finns listade i Catalogue of Life.